# Gabriel Coronel
Gabriel Coronel  (Barquisimeto, Venezuela, 1987. február 15.– ) venezuelai színész, modell, énekes.

## Élete
Gabriel Coronel 1987. február 15-én született Venezuelában. Karrierjét 2007-ben kezdte a  Somos tú y yo című telenovellában. 2012-ben a Relaciones peligrosas című telenovellában kapott főszerepet, amiért 2013-ban Miami Life Awards-díjat kapott a Legjobb férfi főszereplő kategóriában. 2013-ban Antonio Salinas-t alakította a Marido en alquilerben. Ugyanebben az évben jelent meg első cd-je Desnudo címmel.

## Filmográfia

### Telenovellák
| Év        | Cím                         | Magyar cím       | Szerep                                   | Stúdió     |
| --------- | --------------------------- | ---------------- | ---------------------------------------- | ---------- |
| 2007–2008 | Somos tú y yo               |                  | Gabriel 'El Gago'                        | Venevision |
| 2009      | Somos tú y yo: un nuevo día |                  | Gabriel 'El Gago'                        | Venevision |
| 2012      | Relaciones peligrosas       |                  | Mauricio Blanco                          | Telemundo  |
| 2013      | Marido en alquiler          |                  | José Antonio Salinas Carrasco            | Telemundo  |
| 2014      | Reina de Corazones          | Emlékezz, Reina! | Francisco "Frank" Marino / Nicolás Núñez | Telemundo  |

### Színház
- La Navidad de Lucy
- Anastasia
- La princesa Kira

## Diszkográfia
- 2013:Desnudo

## Díjak és jelölések
| Év   | Díj                   | Kategória                            | Cím                   | Eredmény |
| ---- | --------------------- | ------------------------------------ | --------------------- | -------- |
| 2012 | Premios Tu Mundo      | Kedvenc férfi főszereplő             | Relaciones peligrosas | Jelölve  |
| 2012 | People en Español-díj | Legjobb férfi főszereplő             | Relaciones peligrosas | Jelölve  |
| 2012 | People en Español-díj | Legjobb férfi felfedezett            | Relaciones peligrosas | Jelölve  |
| 2012 | People en Español-díj | Legjobb páros (Sandra Echeverríával) | Relaciones peligrosas | Jelölve  |
| 2013 | Miami Life Awards     | Legjobb férfi főszereplő             | Relaciones peligrosas | Elnyerte |
| 2013 | People en Español-díj | Legjobb új tehetség                  | Marido en alquiler    | Jelölve  |
| 2014 | Miami Life Awards     | Legjobb fiatal színész               | Marido en alquiler    | Jelölve  |
| 2014 | Premios Tu Mundo      | Legjobb férfi mellékszereplő         | Marido en alquiler    | Elnyerte |
| 2014 | Premios Tu Mundo      | ¡Qué Papacito!                       | Marido en alquiler    | Elnyerte |